# 第49回ヴェネツィア国際映画祭
第49回ヴェネツィア国際映画祭は、1992年9月1日から9月12日にかけて開催された。

## 上映作品

### コンペティション部門
| 日本語題              | 原題                              | 監督                           | 製作国          |
| --------------------- | --------------------------------- | ------------------------------ | --------------- |
|                       | Fratelli e sorelle                | プピ・アヴァティ               | イタリア        |
| レイジング・ケイン    | Raising Cain                      | ブライアン・デ・パルマ         | アメリカ合衆国  |
|                       | Prorva                            | イワン・ドハヴィシュニ         | ロシア          |
| 摩天楼を夢みて        | Glengarry Glen Ross               | ジェームズ・フォーリー         | アメリカ合衆国  |
|                       | Valsi Pechoraze                   | ラナ・ゴゴベリーゼ             | ジョージア      |
|                       | La discesa di Aclà a Floristella  | アウレリオ・グリマルディ       | イタリア        |
|                       | L'absence                         | ペーター・ハントケ             | フランス ドイツ |
| オリヴィエ オリヴィエ | Olivier, Olivier                  | アニエスカ・ホランド           | フランス        |
| 蝶採り                | La chasse aux papillons           | オタール・イオセリアーニ       | フランス        |
|                       | Kaivo                             | ペッカ・レフト                 | フィンランド    |
| ハモンハモン          | Jamón Jamón                       | ビガス・ルナ                   | スペイン        |
|                       | Morte di un matematico napoletano | マリオ・マルトーネ             | イタリア        |
| ラスト・ダイビング    | O Último Mergulho                 | ジョアン・セーザル・モンテイロ | ポルトガル      |
|                       | Chuvstvitelnyy militsioner        | キラ・ムラートワ               | ウクライナ      |
|                       | Hotel de lux                      | ダン・ピタ                     | ルーマニア      |
| オルランド            | Orlando                           | サリー・ポッター               | イギリス        |
| プレイグ              | La peste                          | ルイス・プエンソ               | アルゼンチン    |
| イン・ザ・スープ      | In the Soup                       | アレクサンダー・ロックウェル   | アメリカ合衆国  |
| 愛を弾く女            | Un coeur en hiver                 | クロード・ソーテ               | フランス        |
|                       | Me and Veronica                   | ドン・スカーディノ             | アメリカ合衆国  |
|                       | Guelwaar                          | センベーヌ・ウスマン           | セネガル        |
|                       | L.627                             | ベルトラン・タヴェルニエ       | フランス        |
| 秋菊の物語            | 秋菊打官司                        | チャン・イーモウ               | 中国            |

### コンペティション外
| 日本語題 | 原題                                     | 監督                                    | 製作国         |
| -------- | ---------------------------------------- | --------------------------------------- | -------------- |
|          | Klamek ji bo Beko                        | ニザメティン・アリカ                    | アルメニア     |
|          | Daens                                    | ステイン・コニンクス                    | ベルギー       |
|          | Leon the Pig Farmer                      | ヴァディム・ジェーン ゲーリー・シンヤー | イギリス       |
|          | Tango argentino                          | ゴラン・バスカリェーヴィチ              | ユーゴスラビア |
|          | Die zweite Heimat - Chronik einer Jugend | エドガー・ライツ                        | ドイツ         |

## 審査員
- デニス・ホッパー （ アメリカ合衆国/俳優、映画監督）
- イジー・メンツェル （ チェコスロバキア/映画監督）
- ジャンニ・アメリオ （ イタリア/映画監督）
- ピーター・ボグダノヴィッチ （ アメリカ合衆国/映画監督）
- アンヌ・ブロシェ （ フランス/女優）
- ニール・ジョーダン （ アイルランド/映画監督）
- ハニフ・クレイシ （ イギリス/作家、脚本家、映画監督）
- エンニオ・モリコーネ （ イタリア/作曲家）
- ジャック・シクリエ （ フランス/作家、歴史家、映画批評家）
- フェルナンド・E・ソラナス （ アルゼンチン/映画監督、政治家）
- シェイラ・ウィテカー （ イギリス/映画祭ディレクター、作家）

## 受賞結果
- 金獅子賞：『秋菊の物語』（チャン・イーモウ）
- 銀獅子賞：『愛を弾く女』（クロード・ソーテ）、『ハモンハモン』（ビガス・ルナ）、『Hotel de lux』（ダン・ピタ）
- 審査員特別大賞：『Morte di un matematico napoletano』（マリオ・マルトーネ）
- 男優賞：ジャック・レモン （『摩天楼を夢みて』）
- 女優賞：コン・リー （『秋菊の物語』）
- 上院議会金メダル：『Guelwaar』 （センベーヌ・ウスマン）
- 観客賞：『Tango argentino』（ゴラン・バスカリェーヴィチ）